# Banipal
Banipal est une revue littéraire et un site web consacrés à la promotion de la littérature arabe contemporaine, notamment par le biais de traductions en anglais. Cette revue soutient également un prix consacré aux traductions d'œuvres arabes en anglais.

## Caractéristiques
La revue a été fondée à Londres en 1998 par Margaret Obank et son époux Samuel Shimon, écrivain et réfugié irakien, installé à Londres après être passé par différents pays dont la France,.
Ce magazine littéraire paraît trois fois par an. Depuis sa création, il a publié les œuvres et les interviews de nombreux auteurs et poètes arabes, dont beaucoup sont ainsi traduits pour la première fois en anglais. Il accorde une place significative à la poésie. Chaque numéro de la revue est consacré généralement à un thème spécifique, par exemple la fiction libyenne, les auteurs arabes américains, les auteurs irakiens, la littérature au Yémen contemporaine, etc.

## Le prix
Ce périodique est également cofondateur d’un prix littéraire, le prix Saif Ghobash-Banipal, créé en 2006 pour encourager la traduction littéraire d’œuvres en arabe. Le jury de ce prix est désormais composé, le plus souvent, de deux personnalités arabophones et deux non arabophones. Ce prix est administré par la Society of Authors au Royaume-Uni (qui gère un certain nombre de prix de traduction littéraire similaires), et il est sponsorisé par un diplomate et auteur émirati, Omar Saif Ghobash (en) et sa famille en mémoire de Saif Ghobash, le défunt père de Ghobash. En 2009, le montant du prix s'élevait à 3 000 £. Appelé dans un premier temps Prix Banipal, cette distinction annuelle d'un traducteur de la langue arabe vers l'anglais est devenue le prix Saif Ghobash-Banipal,.

## Les lauréats du prix
- 2006 : Humphrey Davies pour sa traduction de Gate of the Sun, de Elias Khoury[6],[7]
- 2007 : Farouk Mustafa (nom de plume : Farouk Abdel Wahab) pour sa traduction de  The Lodging House de Khairy Shalaby[3]
- 2008 : Fady Joudah pour sa traduction de The Butterfly’s Burden de Mahmoud Darwich[8],[9]
- 2009 : Samah Selim pour sa traduction de The Collar and the Bracelet de Yahya Taher Abdullah[10]
- 2010 : Humphrey Davies pour sa traduction de Yalo de Elias Khoury[7]
- 2011 : Khaled Mattawa pour sa traduction de  Selected Poems d’Adonis[11]
- 2012 : Roger Allen pour sa traduction de A Muslim Suicide de Bensalem Himmich[12]
- 2013[13] :
  - Jonathan Wright pour sa traduction de Azazeel de Youssef Ziedan
  - William Maynard Hutchins pour sa traduction de A Land Without Jasmine de Wajdi al-Ahdal
- 2014 : Sinan Antoon pour sa traduction de The Corpse Washer de Sinan Antoon[14]
- 2015 : Paul Starkey pour sa traduction de The Book of the Sultan's Seal: Strange Incidents from History in the City of Mars de Youssef Rakha[4]
- 2016 : Jonathan Wright pour sa traduction de The Bamboo Stalk de Saud Alsanousi[15]
- 2017 : Robin Moger pour sa traduction de The Book of Safety de Yasser Abdel Hafez[16]
- 2018 : Luke Leafgren  pour sa traduction de The President's Gardens de Muhsin Al-Ramli[17],
- 2019 : Leri Price  pour sa traduction de Death is Hard Work de Khaled Khalifa[18]
- 2020 : Kay Heikkenen pour la traduction de Velvet de Huzama Habayeb[5]